# Проєкт «Мінді»
«Проєкт „Мінді“» (англ. The Mindy Project) — американський романтичний комедійний телесеріал, що дебютував на телеканалі Fox 25 вересня 2012 року. 15 вересня 2015 року було розпочато показ телесеріалу на Hulu. Автор сценарію й актор головної ролі — Мінді Калінґ; співпродюсерство — Universal Television та 3 Arts Entertainment. 29 березня 2017 року «Проєкт „Мінді“» було поновлено на шостий фінальний сезон, який розпочався 12 вересня 2017 і завершився 14 листопада 2017 року.

## Список епізодів
| Сезон   | Епізоди | Епізоди | Оригінальний випуск | Оригінальний випуск | Мережа |
| ------- | ------- | ------- | ------------------- | ------------------- | ------ |
| Сезон 1 | 24      | 24      | 25 вересня 2012     | 25 вересня 2012     | Fox    |
| Сезон 2 | 22      | 22      | 17 вересня 2013     | 17 вересня 2013     | Fox    |
| Сезон 3 | 21      | 21      | 16 вересня 2014     | 16 вересня 2014     | Fox    |
| Сезон 4 | 26      | 26      | 15 вересня 2015     | 15 вересня 2015     | Hulu   |
| Сезон 5 | 14      | 14      | 4 жовтня 2016       | 4 жовтня 2016       | Hulu   |
| Сезон 6 | 10      | 10      | 12 вересня 2017     | 12 вересня 2017     | Hulu   |

## Акторський склад

### Основний склад
| Актор              | Роль                           |
| ------------------ | ------------------------------ |
| Мінді Калінґ       | д-р Мінді Кухел Лахірі         |
| Кріс Мессіна       | д-р Денні Кастеллано           |
| Адам Паллі         | д-р Пітер Прентіс              |
| Ед Вікс            | д-р Джеремі Рід                |
| Анна Кемп          | Гвен Гранді                    |
| Зої Джарман        | Бетсі Патч                     |
| Аманда Сеттон      | Шона Діканіо                   |
| Стівен Тоболовскі  | д-р Марк Шульман               |
| Айк Барінгольц     | Морган Фейрчайлд Ренсом Тукерс |
| Бет Ґрант          | Беверлі Яношевскі              |
| Зоша Рокемор       | Тамра Вебб                     |
| Гаррет Діллагант   | д-р Джоді Кімбол-Кінні         |
| Форчун Файмстер    | Колетт Кімбол-Кінні            |
| Рібекка Ріттенгаус | д-р Анна Зієв                  |

### Другорядні ролі
| Актор                  | Роль                                               | Опис |
| ---------------------- | -------------------------------------------------- | --- |
| Марк Дюпласс           | акушер Брендан Делор'є                             | |
| Реа Перлман            | Аннет Кастеллано                                   | мати Денні |
| Андерс Голм            | Кейсі Пірсон                                       | священнослужитель, колишній наречений Мінді                                                                          |
| Ґленн Говертон         | Кліфф (Гіткліфф) Ґілберт                           | адвокат, сусід «Shulman & Associates», колишній коханець Мінді                                                       |
| Дженні О'Гара          | Дот                                                | найкраща подруга Аннет                                                                                               |
| Томмі Дьюї             | Джош Деніелс                                       | адвокат, колишній коханець Мінді                                                                                     |
| Джей Дюпласс           | акушер Данкан Делор'є                              | |
| Трейсі Віґфілд         | д-р Лорен Нойштадтер (до шлюбу — Лорен Барінхольц) | колишня коханка Джеремі, яка згодом одружилася з Пітером                                                             |
| Ден Баккедаль          | д-р Едріан Бергдаль                                | акушер-гінеколог, який приєднався до «Shulman & Associates» після відходу Пітера                                     |
| Макс Мінґелла          | Річі Кастеллано                                    | молодший брат Денні                                                                                                  |
| Морт Берк              | Паркер                                             | офісний стажер |
| Уткарш Амбудкар        | Ріші Лахірі                                        | молодший брат Мінді, репер-початківець                                                                               |
| Мері Ґрілл             | Меґґі                                              | подруга вчителя Мінді                                                                                                |
| Макс Мінгелла          | Річі Кастеллано                                    | молодший брат Денні                                                                                                  |
| Хлоя Севіньї           | Крістіна Портер                                    | колишня дружина Денні                                                                                                |
| Ендрю Бетчелор         | д-р Ті Джей Ґіґак                                  | інтерн Мінді в лікарні                                                                                               |
| Келен Коулман          | Алекса                                             | подруга Мінді |
| Білл Гейдер            | д-р Том Мак-Дугалл                                 | дантист, колишній коханець Мінді                                                                                     |
| Тейт Еллінгтон         | д-р Роб Ґурґлер                                    | наставник Мінді у спільноті в Сан-Франциско, давній друг Денні                                                       |
| Джек Девенпорт         | Ліланд Брекфест                                    | театральний актор, старий шкільний приятель Джеремі                                                                  |
| Річард Гент            | Мелвіл Фуллер                                      | бухгалтер Мінді |
| Нісі Неш               | д-р Джин Фішман                                    | головна лікарка гінекологічного відділення лікарні, де працює Мінді                                                  |
| Гіта Редді             | Ніпа                                               | членка спільноти, в якій бере участь Мінді                                                                           |
| Бенджамін Джозеф Новак | Джеймі                                             | колишній коханець Мінді                                                                                              |
| Тім Дейлі              | Чарлі Ленг                                         | поліцейський, колишній коханець Мінді                                                                                |
| Джоанна Ґарсіа         | Саллі Прентіс                                      | сестра Пітера, зустрічається з Денні                                                                                 |
| Еллі Кемпер            | Гізер                                              | колишня дівчина Джоша та сусідка Мінді; деякий час зустрічається з Кліффом                                           |
| Роб Мак-Елгенні        | Лу Тукерс                                          | двоюрідний брат Моргана                                                                                              |
| Крістін Міліоті        | Вітні                                              | біржовий маклера з Волл-стріт, зустрічалася з Джеремі                                                                |
| Еліза Куп              | Челсі                                              | сусідка Мінді та Денні, якій симпатизує Морган; стає з Мінді близькими та довіреними подругами                       |
| Джей Р. Ферґюсон       | Дрю Шаковскі                                       | головний футбольний тренер Прінстона; зустрічається з Мінді, поки не зацікавлюється Лео                              |
| Сакіна Джеффрі         | Сону Лахірі                                        | мати Мінді |
| Еджей Мегта            | Тарун Лахірі                                       | батько Мінді |
| Рендалл Пак            | д-р Колін Лі                                       | офтальмолог, друг Мінді                                                                                              |
| Джош Пек               | Рей Рон                                            | 20 років зустрічався з Тамрою, поки вона не пішла до Моргана                                                         |
| Кевін Сміт             | камео                                              | |
| Джулія Стайлз          | д-р Джесіка Ліберштайн                             | колежанка Денні й Мінді, деякий час зустрічається з Морганом, поки той не почав гладшати                             |
| Еллісон Вільямс        | Джилліан «Пов'язка на оці»                         | колишня дівчина Денні                                                                                                |
| Брайан Ґрінберґ        | Бен                                                | медбрат педіатричного відділення, який опомагає Мінді в боротьбі з хворобою її дитини, деякий час вони були одружені |
| Джулі Бовен            | Дейзі                                              | владна мати в школі Лео                                                                                              |
| Ана Ортіс              | д-р Мері Ернандес                                  | лікарка жіночої консультації                                                                                         |